# Син симфозодон
Сините симфозодони (Symphysodon aequifasciatus) са вид актиноптери от семейство Цихлиди (Cichlidae).
Те са незастрашен вид.
Таксонът е описан за пръв път от Жак Пелегрен през 1904 година.